# Tencent
Tencent Holdings Ltd. (em chinês: 腾讯; pinyin: Téngxùn) é um conglomerado tecnológico multinacional chinês e empresa holding sediada em Shenzhen. É uma das empresas de mídia mais lucrativas do mundo em termos de receita. Também é uma das maiores empresas do mundo na indústria de jogos eletrônicos com base em seus investimentos patrimoniais, sendo a Tencent Games a subdivisão do Grupo de Entretenimento Interativo Tencent (IEG) focada na publicação de jogos.
Fundada em 1998, suas subsidiárias comercializam globalmente diversos serviços e produtos relacionados à Internet, incluindo entretenimento, inteligência artificial e outras tecnologias. Seus arranha-céus gêmeos de sede, as Torres Tencent Seafront (também conhecidas como Mansão Tencent Binhai), estão localizados no distrito de Nanshan, em Shenzhen.
A Tencent é um dos maiores fornecedores de games do mundo, além de uma das empresas mais valiosas financeiramente. Ela está entre as maiores empresas de mídia social, capital de risco e investimento. Seus serviços incluem redes sociais, música, portais web, comércio eletrônico, jogos para dispositivos móveis, serviços de internet, sistemas de pagamento, smartphones e jogos online multijogador. Ela opera os mensageiros instantâneos Tencent QQ e WeChat, além do QQ.com. Também é proprietária da Tencent Music.